# 石田正人
石田 正人（いしだ まさと、1933年3月21日 -  ）は、日本の政治家。元長野県飯山市長（1期）。

## 来歴
現在の飯山市出身。下高井農林学校（現長野県下高井農林高等学校）卒業。昭和39年（1969年）から飯山市常盤農協に勤務しコシヒカリの品種「幻の米」のブランド育成と販路開拓に貢献し、北信州みゆき農協組合長を務めた。平成18年（2006年）飯山市長選挙に当選し、1期務めた。同年黄綬褒章受章。